# Бандарбан-Садар
Бандарба́н-Сада́р (бенг. বান্দরবন সদর, англ. Bandarban Sadar) — одна з 7 упазіл зіли Бандарбан регіону Читтагонг Бангладеш, розташована на півночі зіли.
Населення — 68 493 особи (2008; 49 711 в 1991).

## Адміністративний поділ
До складу упазіли входять 5 вардів:
| Зіла                  | Площа, км² | Населення, осіб (2008) |
| --------------------- | ---------- | ---------------------- |
| Бандарбан             | -          | 39781                  |
| * Бандарбан-Паурашава | -          | 32151                  |
| Кухалонг              | -          | 9972                   |
| Раджбіла              | -          | 7103                   |
| Танкабаті             | -          | 3669                   |
| Шолака                | -          | 7968                   |